# Просара
Просара је ниска хорст планина у Репубици Српској, БиХ. Највећи врх је 363 метра. Дугачка је око 23 км. Изграђена од палеозојских шкриљаца и пешчара, који су на јужној страни покривени неогеним седиментима. Токови који се спуштају са планинског била, рашчланили су планинске стране у низ коса. Просара је богата водом и под бујном вегетацијом.
У регионалном смислу припада Босанској Крајини и бањалучкој регији. Просара се простире у општинама Козарска Дубица и Градишка.